# Гринліф (Айдахо)
Гринліф (англ. Greenleaf) — місто в окрузі Каньйон, штат Айдахо, США. Згідно з переписом 2010 року населення становило 846 осіб, що на 16 осіб менше, ніж 2000 року. Назване на честь поета-квакера і аболіціоніста Джона Ґрінліфа Віттієра.
Лежить на захід від Колдвелла і є частиною агломерації Бойсе.

## Географія
Гринліф розташований за координатами 43°40′21″ пн. ш. 116°49′17″ зх. д. / 43.67250° пн. ш. 116.82139° зх. д. ( 43.672607, -116.821443).  За даними Бюро перепису населення США в 2010 році місто мало площу 1,90 км², з яких 1,90 км² — суходіл та 0,00 км² — водойми.

## Демографія

### Перепис 2010 року
За даними перепису 2010 року, у місті проживало 846 осіб у 299 домогосподарствах у складі 226 родин. Густота населення становила 447,5 ос./км². Було 316 помешкань, середня густота яких становила 167,1/км². Расовий склад міста: 87,1% білих, 0,4% афроамериканців, 0,5% індіанців, 0,4% азіатів, 9,6% інших рас, а також 2,1% людей, які зараховують себе до двох або більше рас. Іспанці та латиноамериканці незалежно від раси становили 19,4% населення.
Із 299 домогосподарств 37,8% мали дітей віком до 18 років, які жили з батьками; 61,2% були подружжями, які жили разом; 10,7% мали господиню без чоловіка; 3,7% мали господаря без дружини і 24,4% не були родинами. 19,7% домогосподарств складалися з однієї особи, в тому числі 8,1% віком 65 і більше років. У середньому на домогосподарство припадало 2,83 мешканця, а середній розмір родини становив 3,26 особи.
Середній вік жителів міста становив 39,6 року. Із них 28,4% були віком до 18 років; 8,2% — від 18 до 24; 20,5% від 25 до 44; 30,7% від 45 до 64 і 12,2% — 65 років або старші. Статевий склад населення: 46,9% — чоловіки і 53,1% — жінки.
Середній дохід на одне домашнє господарство  становив 53 420 доларів США (медіана — 45 000), а середній дохід на одну сім'ю — 59 020 доларів (медіана — 50 833). Медіана доходів становила 35 688 доларів для чоловіків та 28 750 доларів для жінок. За межею бідності перебувало 18,7 % осіб, у тому числі 23,1 % дітей у віці до 18 років та 11,2 % осіб у віці 65 років та старших.
Цивільне працевлаштоване населення становило 381 осіб. Основні галузі зайнятості: виробництво — 21,0 %, освіта, охорона здоров'я та соціальна допомога — 17,8 %, фінанси, страхування та нерухомість — 10,2 %, науковці, спеціалісти, менеджери — 6,6 %.

### Перепис 2000 року
За даними перепису 2000 року, в місті проживало 862 осіб у 277 домогосподарствах у складі 219 родин. Густота населення становила 462,3 ос./км². Було 284 помешкання, середня густота яких становила 152,3/км². Расовий склад міста: 74,59% білих, 0,46% афроамериканців, 0,81% індіанців, 0,81% азіатів, 0,23% тихоокеанських остров'ян, 22,39% інших рас і 0,70% людей, які зараховують себе до двох або більше рас. Іспанці та латиноамериканці незалежно від раси становили 23,32% населення.
Із 277 домогосподарств 46,9% мали дітей віком до 18 років, які жили з батьками; 63,9% були подружжями, які жили разом; 10,8% мали господиню без чоловіка, і 20,6% не були родинами. 19,1% домогосподарств складалися з однієї особи, в тому числі 10,5% віком 65 і більше років. У середньому на домогосподарство припадало 3,11 мешканця, а середній розмір родини становив 3,57 особи.
Віковий склад населення: 35,7% віком до 18 років, 7,9% від 18 до 24, 27,5% від 25 до 44, 20,8% від 45 до 64 і 8,1% років і старші. Середній вік жителів — 31 рік. Статевий склад населення: 48,5 % — чоловіки і 51,5 % — жінки. 
Середній дохід домогосподарств у місті становив $37 375, родин — $45 313. Середній дохід чоловіків становив $26 538 проти $22 115 у жінок. Дохід на душу населення в місті був $15 406. Приблизно 9,3% родин і 13,3% населення перебували за межею бідності, включаючи 17,8% віком до 18 років і 14,0% від 65 і старших.